# Waldemar Lindgren

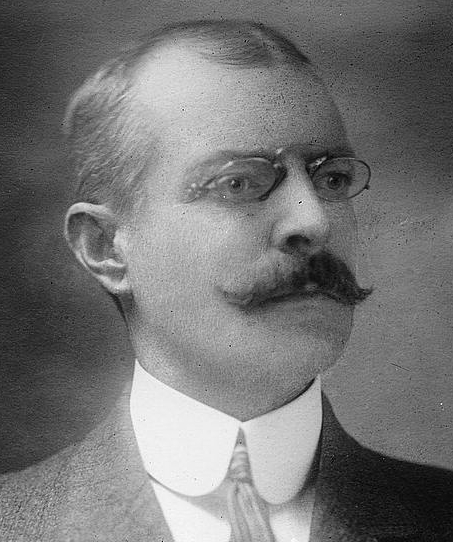
Waldemar Lindgren

Waldemar Lindgren (* 14. Februar 1860 in Kalmar, Schweden; † 3. November 1939 in Boston, Massachusetts) war ein schwedisch-amerikanischer Geologe und Mineraloge.

## Leben
Er besuchte die Bergakademie Freiberg zwischen 1878 und 1882 und machte dort seinen Abschluss als Bergingenieur. 1884 begann er seine 31 Jahre dauernde Karriere beim United States Geological Survey (USGS). Dort arbeitete er an der Erforschung von Erzlagerstätten in den Rocky Mountains. 1905 war er Mitbegründer der Zeitschrift der Society of Economic Geologists. Seit 1909 war Lindgren Mitglied der National Academy of Sciences. 1912 wurde er zum Leiter der geologischen Abteilung am Massachusetts Institute of Technology. Im selben Jahr wurde er in die American Academy of Arts and Sciences gewählt. 1924 war er Präsident der Geological Society of America.

## Schriften
Lindgren hat fast 200 Arbeiten veröffentlicht, ohne seine Diskussionspapiere, Reviews und mehr als 1.000 Kurzfassungen mitzuzählen. Die meisten seiner Publikationen behandeln große Erzlagerstätten. Hier eine Auswahl seiner bekanntesten und meistzitierten Werke:
- 1903: The water resources of Molokai, Hawaiian Islands. USGS Water-Supply Paper
- 1905: The copper deposits of the Clifton-Morenci district, Arizona. USGS Professional Paper
- 1906: Geology and gold deposits of the Cripple Creek District, Colorado. USGS Professional Paper (mit F. L. Ransome)
- 1910: The ore deposits of New Mexico. USGS Professional Paper (mit L.C. Graton, F.C. Schrader, J. M.Hill)
- 1911: The Tertiary Gravels of the Sierra Nevada of California. USGS Professional Paper 73 Online-Ausgabe bei Google Books.
- 1913: Mineral Deposits. New York, McGraw-Hill. Online-Ausgabe von 1913 bei Google Books. Neuauflagen 1919, 1928 und 1933.
- 1919: Geology and ore deposits of the Tintic mining district, Utah. USGS Professional Paper (mit G.F. Loughlin)

Zudem gilt Lindgren als Erstbeschreiber für folgende Minerale:
- 1904 Coronadit zusammen mit William Hillebrand
- 1924 Violarit zusammen mit W. Myron Davy

## Ehrungen
- 1928 die Penrose-Goldmedaille der Society of Economic Geologists
- 1932 Ehrenmitglied der Akademie der Wissenschaften der UdSSR[1]
- 1933 die Penrose-Medaille der Geological Society of America
- 1937 die Wollaston-Medaille der Geological Society of London

Nach Lindgren ist das Mineral Lindgrenit benannt.